# كين لويس (مغني)
كين لويس (بالإنجليزية: Ken Lewis)‏ هو مغني وكاتب أغاني ومنتج أسطوانات بريطاني، ولد في 3 ديسمبر 1942 في برمنغهام في المملكة المتحدة، وتوفي في 2 أغسطس 2015 في تشري هينتون في المملكة المتحدة بسبب السكري.